# Odense
Thành phố Odense (tiếng Đan Mạch, /ˈoð̞ˀn̩sə/ listenⓘ) là thành phố lớn thứ ba của Đan Mạch (sau Copenhagen và Aarhus). Tên Odense phái sinh từ Odin, tên một vị thần trong thần thoại Bắc Âu.
Odense có diện tích là 306 km² với 158.163 cư dân (ngày 1.1.2008), và là thành phố chính của đảo Fyn, đồng thời cũng là trụ sở của Thị xã Odense. Nhà ga xe lửa của thành phố nối giao thông đường sắt giữa Copenhagen với bán đảo Jutland.
Sau khi Đan Mạch xây Cầu Storebælt thay thế cho tàu phà qua Eo biển Storebælt, thì việc giao thông giữa Odense và Copenhagen rất thuận lợi và được rút ngắn thời gian rất nhiều.
Odense cũng là nơi đặt trụ sở của trường Đại học Nam Đan Mạch, và đài TV2 của Đan Mạch.
Thành phố cũng có 1 sân bay nhỏ Sân bay Odense nằm ở bắc - tây bắc thành phố khoảng 10 km.

## Lịch sử
Odense (từ chữ Odins Vi = "nơi thiêng liêng của thần Odin") là một trong các thành phố lâu đời nhất của Đan Mạch. Năm 1988, thành phố đã tổ chức mừng sinh nhật thứ 1.000 của mình bằng việc trồng 1 rừng cây, gọi là Rừng 1.000 tuổi (Tusindårsskoven).
Trong thế kỷ 16, thành phố đã là nơi hội họp của nhiều nghị viện và cho tới năm 1805 là trụ sở của Hội đồng tỉnh Fyn.
Trước khi có Cuộc cách mạng công nghệ Đan Mạch, Odense là thành phố lớn thứ nhì, nhưng nay đứng sau thành phố Aarhus.

## Khí hậu
| Dữ liệu khí hậu của Odense (1971–2000)                   | Dữ liệu khí hậu của Odense (1971–2000) | Dữ liệu khí hậu của Odense (1971–2000) | Dữ liệu khí hậu của Odense (1971–2000) | Dữ liệu khí hậu của Odense (1971–2000) | Dữ liệu khí hậu của Odense (1971–2000) | Dữ liệu khí hậu của Odense (1971–2000) | Dữ liệu khí hậu của Odense (1971–2000) | Dữ liệu khí hậu của Odense (1971–2000) | Dữ liệu khí hậu của Odense (1971–2000) | Dữ liệu khí hậu của Odense (1971–2000) | Dữ liệu khí hậu của Odense (1971–2000) | Dữ liệu khí hậu của Odense (1971–2000) | Dữ liệu khí hậu của Odense (1971–2000) |
| Tháng                                                    | 1                                      | 2                                      | 3                                      | 4                                      | 5                                      | 6                                      | 7                                      | 8                                      | 9                                      | 10                                     | 11                                     | 12                                     | Năm                                    |
| -------------------------------------------------------- | -------------------------------------- | -------------------------------------- | -------------------------------------- | -------------------------------------- | -------------------------------------- | -------------------------------------- | -------------------------------------- | -------------------------------------- | -------------------------------------- | -------------------------------------- | -------------------------------------- | -------------------------------------- | -------------------------------------- |
| Cao kỉ lục °C (°F)                                       | 11.2 (52.2)                            | 13.4 (56.1)                            | 18.5 (65.3)                            | 27.4 (81.3)                            | 28.8 (83.8)                            | 31.6 (88.9)                            | 33.4 (92.1)                            | 33.6 (92.5)                            | 27.7 (81.9)                            | 23.0 (73.4)                            | 15.8 (60.4)                            | 12.4 (54.3)                            | 33.6 (92.5)                            |
| Trung bình ngày tối đa °C (°F)                           | 3.1 (37.6)                             | 3.3 (37.9)                             | 6.1 (43.0)                             | 10.7 (51.3)                            | 16.0 (60.8)                            | 19.2 (66.6)                            | 21.3 (70.3)                            | 21.4 (70.5)                            | 16.9 (62.4)                            | 12.3 (54.1)                            | 7.4 (45.3)                             | 4.5 (40.1)                             | 11.9 (53.4)                            |
| Trung bình ngày °C (°F)                                  | 1.0 (33.8)                             | 1.1 (34.0)                             | 3.1 (37.6)                             | 6.6 (43.9)                             | 11.6 (52.9)                            | 14.7 (58.5)                            | 16.6 (61.9)                            | 16.5 (61.7)                            | 13.0 (55.4)                            | 9.2 (48.6)                             | 5.1 (41.2)                             | 2.5 (36.5)                             | 8.4 (47.1)                             |
| Tối thiểu trung bình ngày °C (°F)                        | −1.5 (29.3)                            | −1.4 (29.5)                            | 0.1 (32.2)                             | 2.5 (36.5)                             | 6.7 (44.1)                             | 9.9 (49.8)                             | 11.7 (53.1)                            | 11.5 (52.7)                            | 8.9 (48.0)                             | 5.8 (42.4)                             | 2.4 (36.3)                             | 0.2 (32.4)                             | 4.7 (40.5)                             |
| Thấp kỉ lục °C (°F)                                      | −21.6 (−6.9)                           | −20.0 (−4.0)                           | −14.9 (5.2)                            | −5.3 (22.5)                            | −2.0 (28.4)                            | 1.7 (35.1)                             | 3.6 (38.5)                             | 4.2 (39.6)                             | −1.4 (29.5)                            | −4.1 (24.6)                            | −16.2 (2.8)                            | −20.0 (−4.0)                           | −21.6 (−6.9)                           |
| Lượng Giáng thủy trung bình mm (inches)                  | 48.5 (1.91)                            | 30.1 (1.19)                            | 39.6 (1.56)                            | 32.4 (1.28)                            | 41.1 (1.62)                            | 50.6 (1.99)                            | 50.0 (1.97)                            | 52.7 (2.07)                            | 56.7 (2.23)                            | 58.1 (2.29)                            | 53.3 (2.10)                            | 47.7 (1.88)                            | 560.9 (22.08)                          |
| Số ngày giáng thủy trung bình (≥ 0.1 mm)                 | 16.4                                   | 12.7                                   | 14.7                                   | 11.8                                   | 11.0                                   | 12.4                                   | 12.4                                   | 12.7                                   | 14.8                                   | 15.8                                   | 16.7                                   | 16.5                                   | 168.0                                  |
| Số ngày tuyết rơi trung bình                             | 6.0                                    | 4.4                                    | 3.9                                    | 1.1                                    | 0.0                                    | 0.0                                    | 0.0                                    | 0.0                                    | 0.0                                    | 0.0                                    | 1.6                                    | 3.3                                    | 20.9                                   |
| Độ ẩm tương đối trung bình (%)                           | 88                                     | 87                                     | 84                                     | 76                                     | 73                                     | 74                                     | 74                                     | 74                                     | 80                                     | 83                                     | 87                                     | 88                                     | 81                                     |
| Nguồn: Danish Meteorological Institute (độ ẩm 1961–1990) |                                        |                                        |                                        |                                        |                                        |                                        |                                        |                                        |                                        |                                        |                                        |                                        |                                        |

## Các nhân vật nổi tiếng
- Nhà văn nổi tiếng thế giới Hans Christian Andersen sinh tại Odense ngày 2.4.1805. Một ngôi nhà ở cổ thành đã được dùng làm nhà bảo tàng với bộ sưu tập lớn các tác phẩm cùng các vật dụng của ông ta. Cả ngôi nhà mà ông ta sinh sống thuở thiếu thời cũng trở thành nhà bảo tàng.
- Nhà soạn nhạc cổ điển Carl Nielsen cũng sinh gần Odense, và thành phố cũng có 1 nhà bảo tàng dành riêng cho ông ta.
- Vua Knud IV cũng gọi là thánh Knud (khoảng 1043 - 17.7.1086), sinh tại đây và khi chết được chôn trong Nhà thờ chính tòa của thành phố cũng mang tên ông.
- Kỹ nghệ gia kiêm chủ ngân hàng Carl Frederik Tietgen sinh tại Odense ngày 19.3.1829. Ông ta là người sáng lập ngân hàng tư đầu tiên ở Đan Mạch (Private Bank, nay là Nordea) và một số công ty sản xuất kinh doanh lớn, trong đó có DFDS, B&W, Danisco, và Tuborg.
- Kỹ nghệ gia Thomas B. Thrige sinh tại Odense ngày 5.5.1866.
- Diễn viên Ove Sprogøe (21.12.1919 - 14.9.2004), cũng là người Odense, nay có 1 quảng trường ở trung tâm thành phố mang tên ông ta.
- Caroline Wozniacki (sinh 11 tháng 7 năm 1990) là một nữ vận động viên quần vợt nổi tiếng

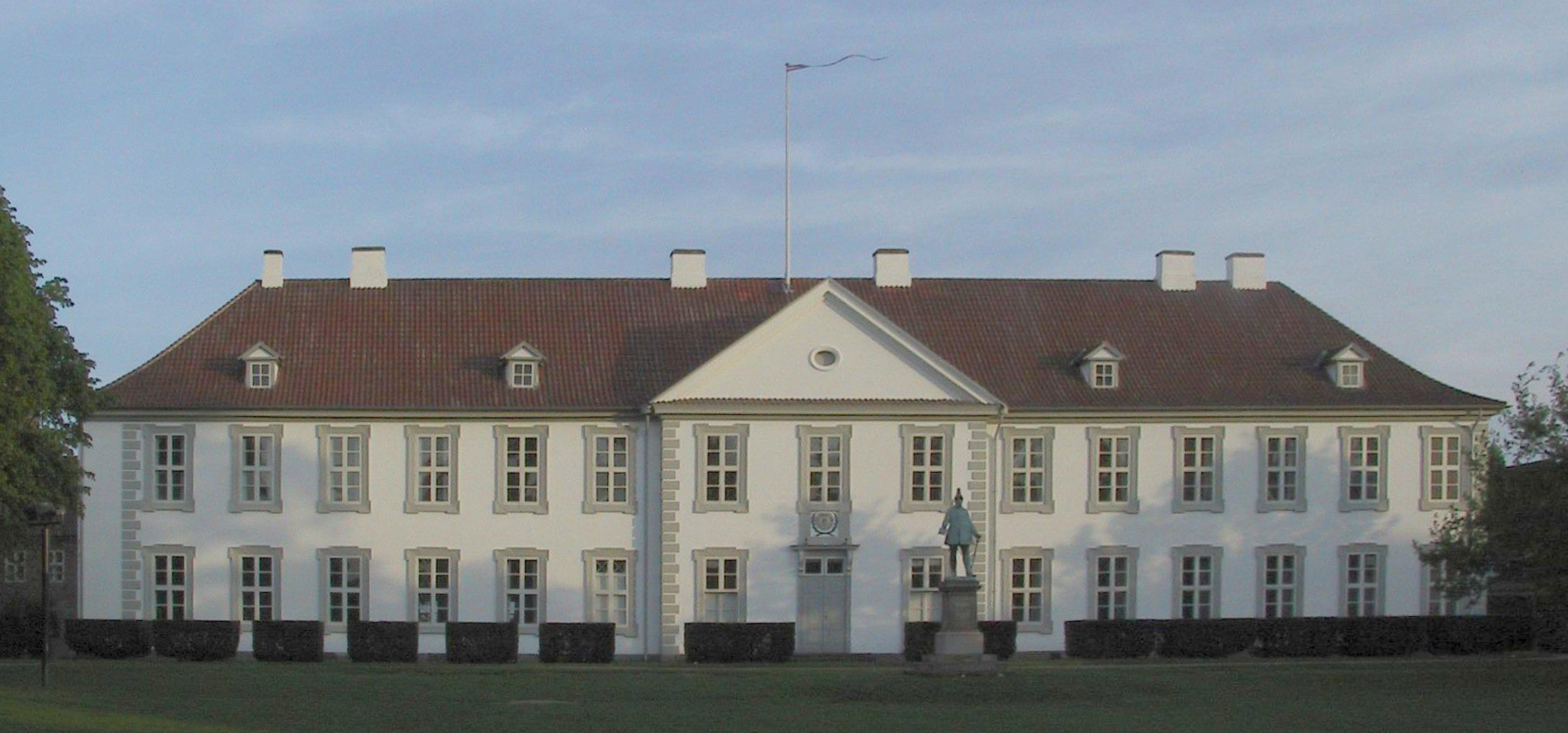
Dinh Odense

## Thống kê dân số
Dân số thành phố Odense theo Thống kê của Đan Mạch: 

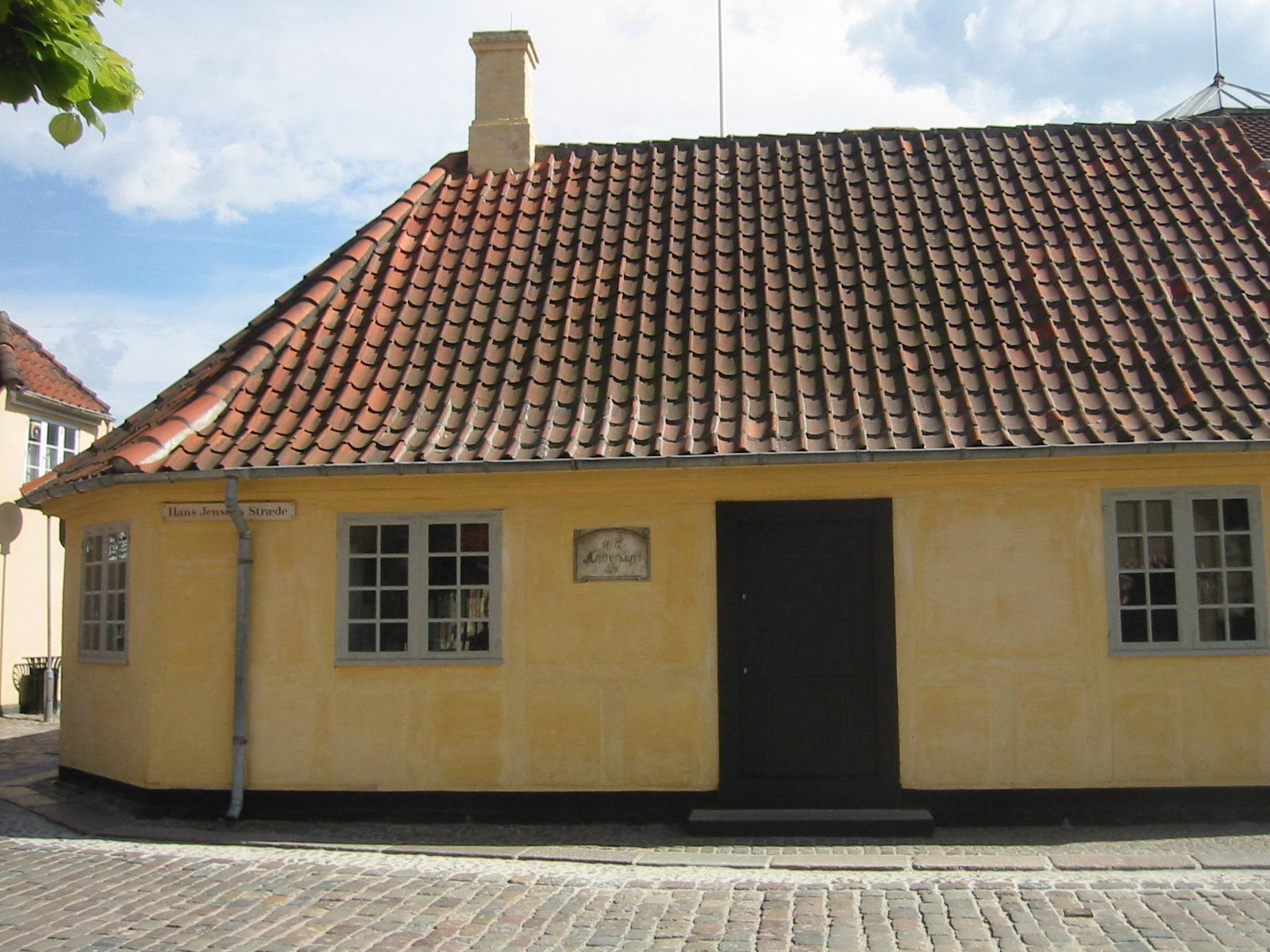
Ngôi nhà nơi H.C. Andersens sinh sống

| Năm  | Dân số  | Năm  | Dân số  |
| ---- | ------- | ---- | ------- |
| 1976 | 138.348 | 1999 | 144.940 |
| 1981 | 136.646 | 2000 | 145.062 |
| 1986 | 137.286 | 2001 | 144.849 |
| 1989 | 138.339 | 2002 | 144.636 |
| 1990 | 138.986 | 2003 | 145.374 |
| 1992 | 140.886 | 2004 | 145.554 |
| 1994 | 143.029 | 2006 | 152.060 |
| 1996 | 144.518 | 2007 | 158.453 |
| 1997 | 145.354 | 2008 | 158.163 |
| 1998 | 145.296 | 2009 | -       |

## Các thành phố kết nghĩa
- Brno, Cộng hòa Séc
- Columbus, Ohio, Hoa Kỳ
- Funabashi, Chiba, Nhật Bản
- Groningen, Hà Lan
- Iksan, Bắc Jeolla, Hàn Quốc
- İzmir, Thổ Nhĩ Kỳ
- Katowice, Ba Lan
- Kaunas, Litva
- Kyiv, Ukraina
- Klaksvík, Quần đảo Faroe
- Kópavogur, Iceland
- Norrköping, Thụy Điển
- Östersund, Thụy Điển
- Petah Tikva, Israel
- Schwerin, Mecklenburg-Western Pomerania, Đức
- Thiệu Hưng, Chiết Giang, Trung Quốc
- St Albans, Hertfordshire, Vương quốc Anh
- Tampere, Phần Lan
- Trondheim, Na Uy
- Upernavik, Greenland
- Vinh, Việt Nam